# Phryneta pallida
Phryneta pallida là một loài bọ cánh cứng trong họ Cerambycidae.